# Mühlenau (Pinnau)
Die Mühlenau (auch: Rellau oder Rellingbeck) ist ein Bach und später kleinerer Fluss in Schleswig-Holstein.

## Beschreibung
Die Mühlenau entsteht am östlichen Rand des Holmmoors (zur Stadt Quickborn gehörig), direkt an der Autobahn 7, aus mehreren Gräben. Im Wiesen- und Weidegebiet zwischen Norderstedt und Hasloh nimmt sie dann von links die breitere Moorbek auf. Im weiteren Verlauf durchquert sie Bönningstedt und Ellerbek sowie Rellingen, weswegen sie dort auch Rellau genannt wird.
Südlich Rellingens bildet die Mühlenau streckenweise die Grenze zu Pinneberg. Hier fließt, auf Pinneberger Gebiet, auch die Düpenau zu. Schließlich mündet die Mühlenau im Westen Pinnebergs in die Pinnau.
Die Mühlenau wurde kurz vor ihrer Mündung bis 1924 über Jahrhunderte gestaut, um einen Mühlenteich zu erhalten. An seinem Abfluss stand eine Wassermühle, die später Bauernmühle genannt worden ist. 